# Minoru Arakawa
Minoru Arakawa (荒川實?, Arakawa Minoru; Kyoto, 3 settembre 1946) è un autore di videogiochi giapponese, fondatore della Nintendo of America e cofondatore della Tetris Online.
Dal 1980 al 2002 è stato il presidente della società Nintendo of America.
Fu lui a scegliere il nome del personaggio Mario, in segno di ringraziamento a Mario Segale, proprietario del primo stabilimento Nintendo negli Stati Uniti.

## Nei media
Nel film Tetris (2023) Arakawa viene interpretato da Ken Yamamura.